# Liponeura edwardsi
Liponeura edwardsi är en tvåvingeart som beskrevs av Gottlieb Wilhelm Bischoff 1930. Liponeura edwardsi ingår i släktet Liponeura och familjen Blephariceridae. Inga underarter finns listade i Catalogue of Life.